# Mercedes-Benz EQS
De Mercedes-Benz EQS (V297) is een elektrische luxe liftback geproduceerd door de Duitse autofabrikant Daimler. Het voertuig maakt deel uit van de Mercedes-Benz EQ-familie, een reeks elektrische personenauto's die tegen 2022 zal worden uitgebreid tot 10 modellen.

## Presentatie
De EQS werd in 2019 op de International Motor Show in Duitsland gepresenteerd als de Mercedes-Benz Vision EQS en moest een voorbeeld schetsen van de toekomstige luxe elektrische sedan van de Mercedes-Benz-serie die in 2021 werd aangekondigd. De wereldpremière van het productiemodel van de EQS-serie was op 15 april 2021.

## Techniek
De EQS is het eerste EQ-model van Mercedes dat is gebaseerd op het technische platform dat specifiek is voor de elektrische modellen, de MEA. De luchtweerstandscoëfficiënt van de auto is slechts 0,20, waardoor het de meest aerodynamische auto in productie was op het moment van introductie. De voorkant is uitgerust met een raster van 188 LED's; het achterste deel van de auto is uitgerust met een lichtstrip die de "Lightbelt" wordt genoemd - deze is gemaakt van 229 heldere LED-sterren die zich over de hele breedte van de EQS uitstrekken.
De auto wordt aangedreven door een watergekoelde synchrone permanentemagneetmotor van Valeo Siemens in het EQS 450+-model, en door twee van deze motoren in het EQS 580 4MATIC-model. Het koppel wordt van de motor(en) naar de wielen gestuurd via een reductiekast. In het model EQS 450+ met één motor heeft de motor een nominaal vermogen van 245 kW (329 pk) en een remvermogen van 186 kW (249 pk), waardoor een vertraging van 5 m/s2 mogelijk is. Het gemiddelde oplaadvermogen is 163 kW met een piek van meer dan 200 kW, waardoor de batterij van de auto tot 79 % opgeladen kan worden in ongeveer een half uur.

## 4Matic / AMG
De Mercedes-AMG EQS53 4Matic+ werd in september 2021 op het Autosalon van München gepresenteerd en is de eerste volledig elektrische AMG-auto. De auto heeft twee elektromotoren die 560 kW (751 pk) produceren en levert 1020 Nm koppel. De rijeigenschappen en het koelsysteem van deze variant zijn opgewaardeerd om te passen bij het hogere vermogen van de motor.

## Modellen
Er zijn in 2022 vier modellen van de EQS beschikbaar met de volgende specificaties:⁣
| Model              | Jaren      | Vermogen     | Koppel | Batterij-capaciteitvolledig / bruikbaar (kWh) | Aandrijving | 0 – 100 km/u | Topsnelheid | Bereik (WLTP) | Bereik (EPA) |
| ------------------ | ---------- | ------------ | ------ | --------------------------------------------- | ----------- | ------------ | ----------- | ------------- | ------------ |
| EQS 350            | 2022–heden | 215 kW       | 565 Nm | 100 / 90.6                                    | RWD         | 6,6 s        | 210 km/u    | 638 km        |              |
| EQS 450+           | 2021–heden | 245 kW       | 568 Nm | 120 / 107.8                                   | RWD         | 6,2 s        | 210 km/u    | 785 km        | 563 km       |
| EQS 580 4MATIC     | 2021–heden | 385 kW       | 855 Nm | 120 / 107.8                                   | 4WD         | 4,3 s        | 210 km/u    | 676 km        | 547 km       |
| AMG EQS 53 4MATIC+ | 2022–heden | 484 - 560 kW | 949 Nm | 120 / 107.8                                   | 4WD         | 3,4 - 3,8 s  | 220 km/u    | 586 km        |              |

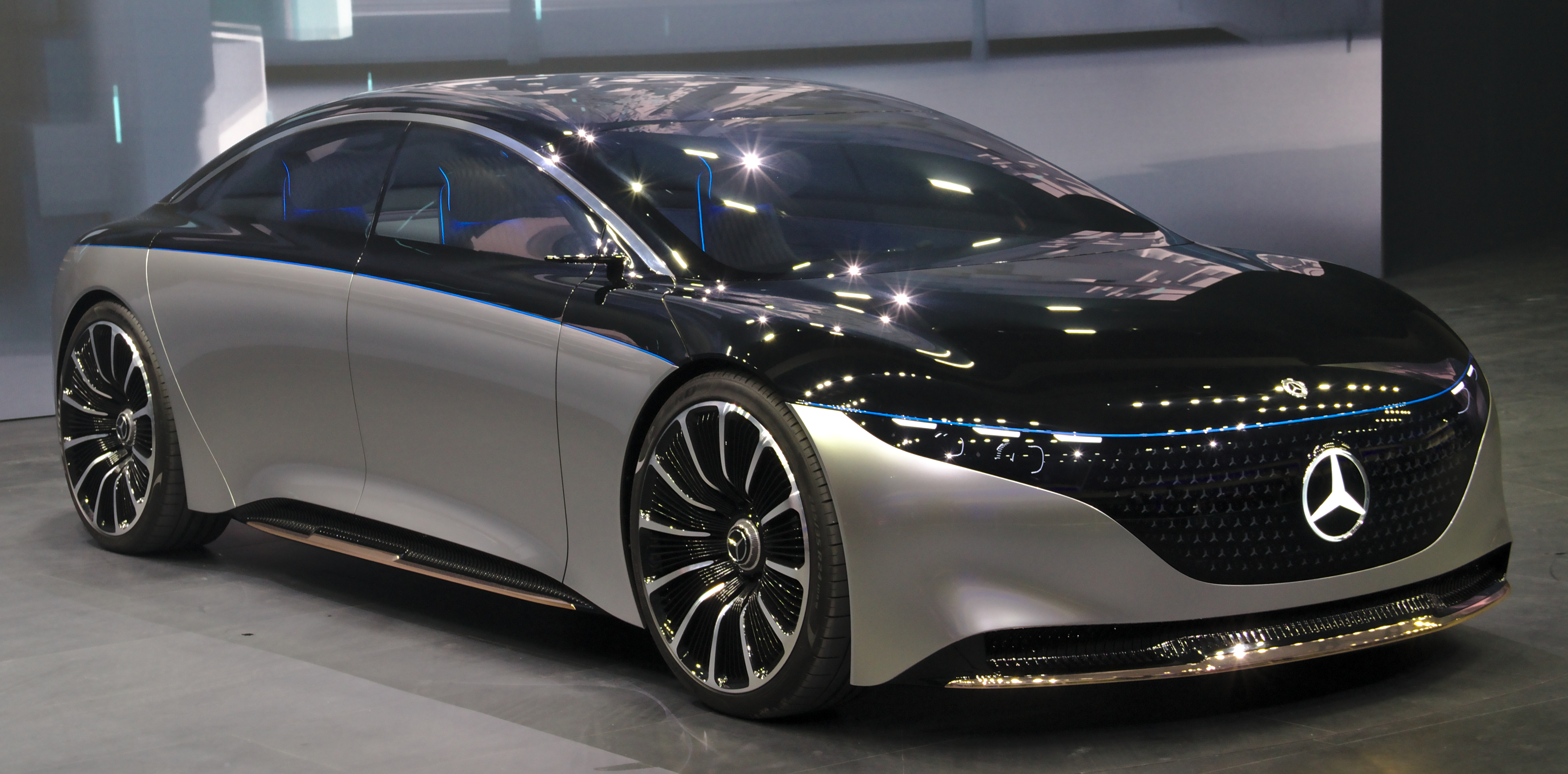
Concept van de EQS
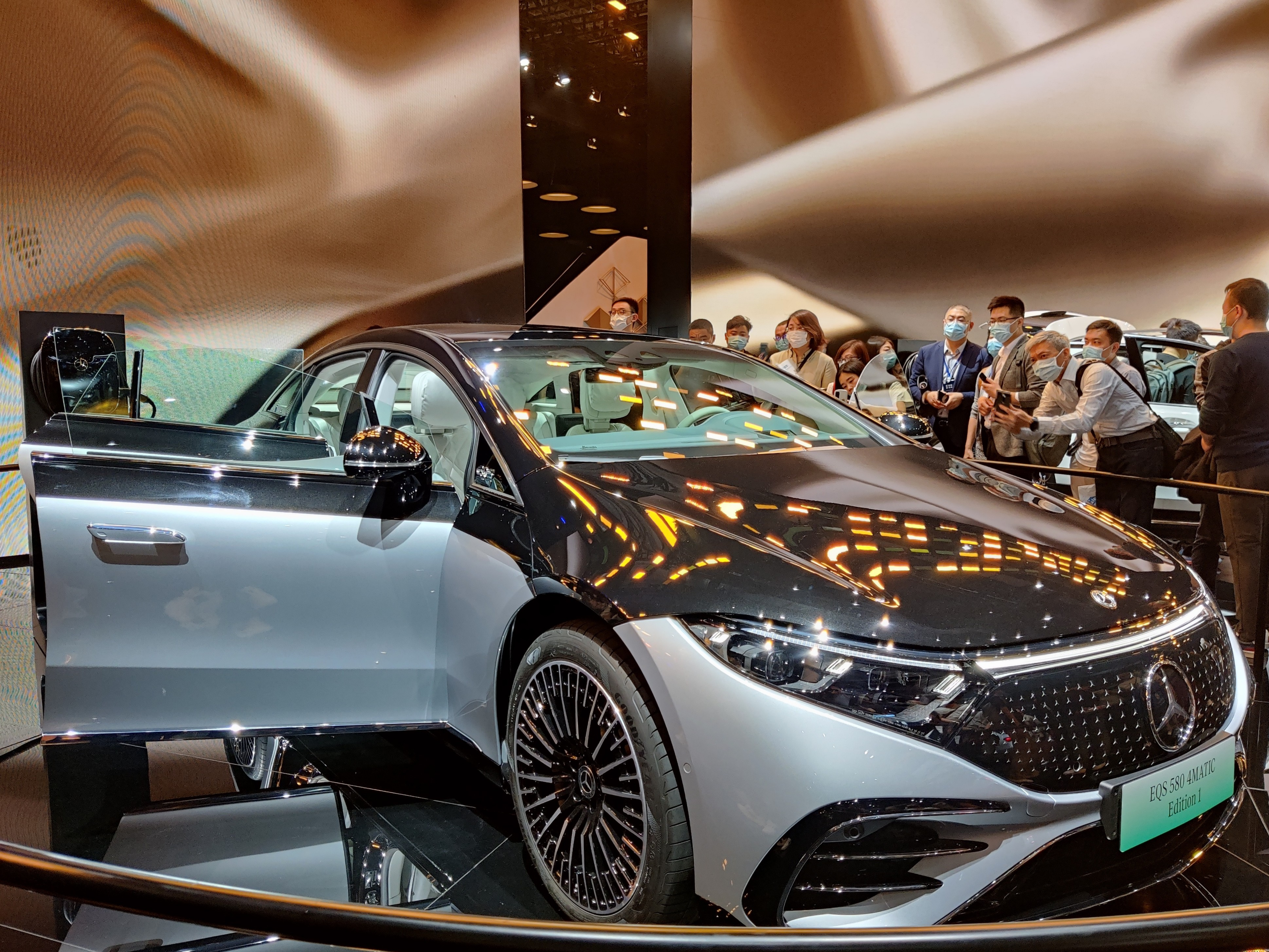
Vooraanzicht
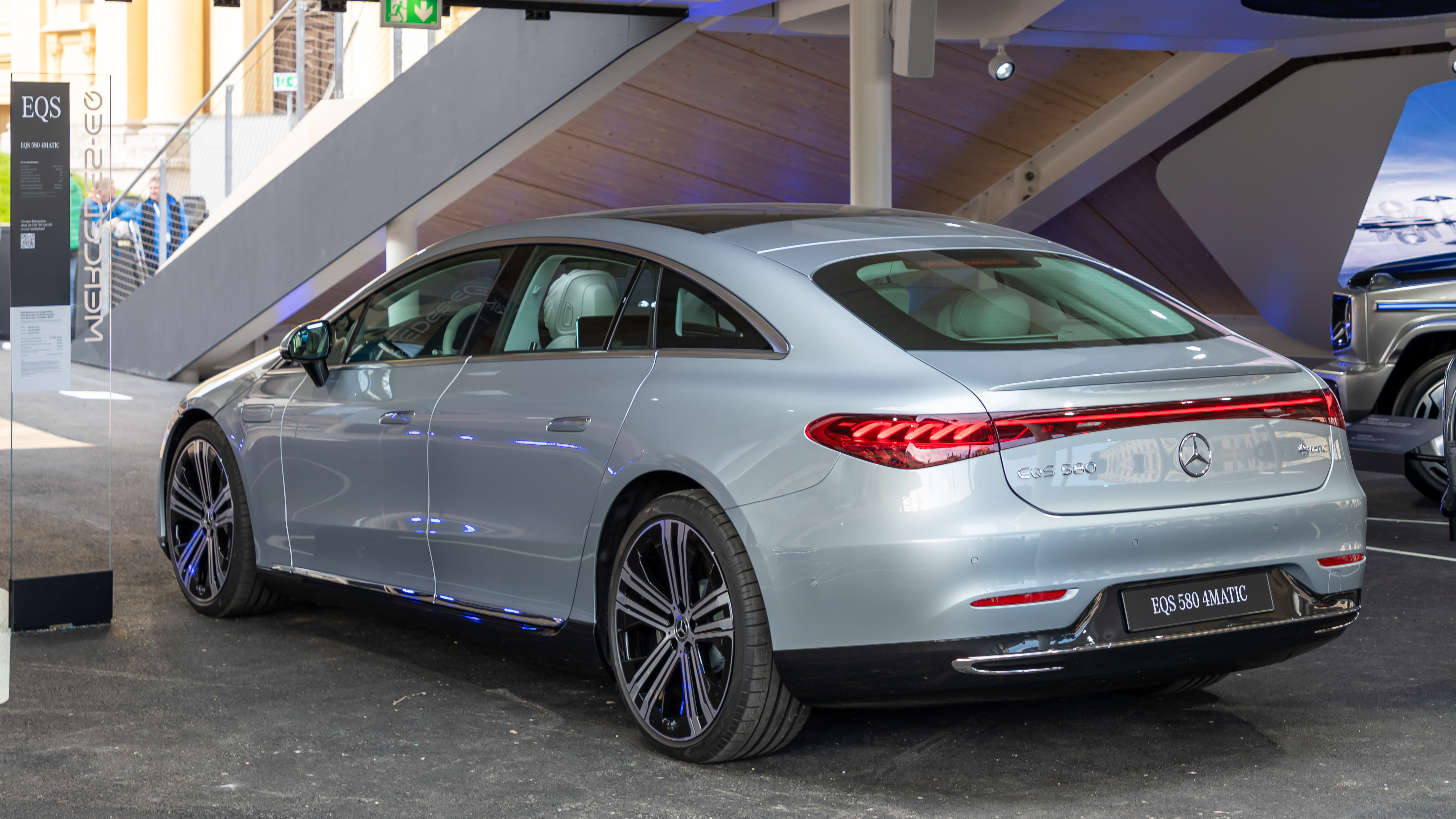
Achteraanzicht
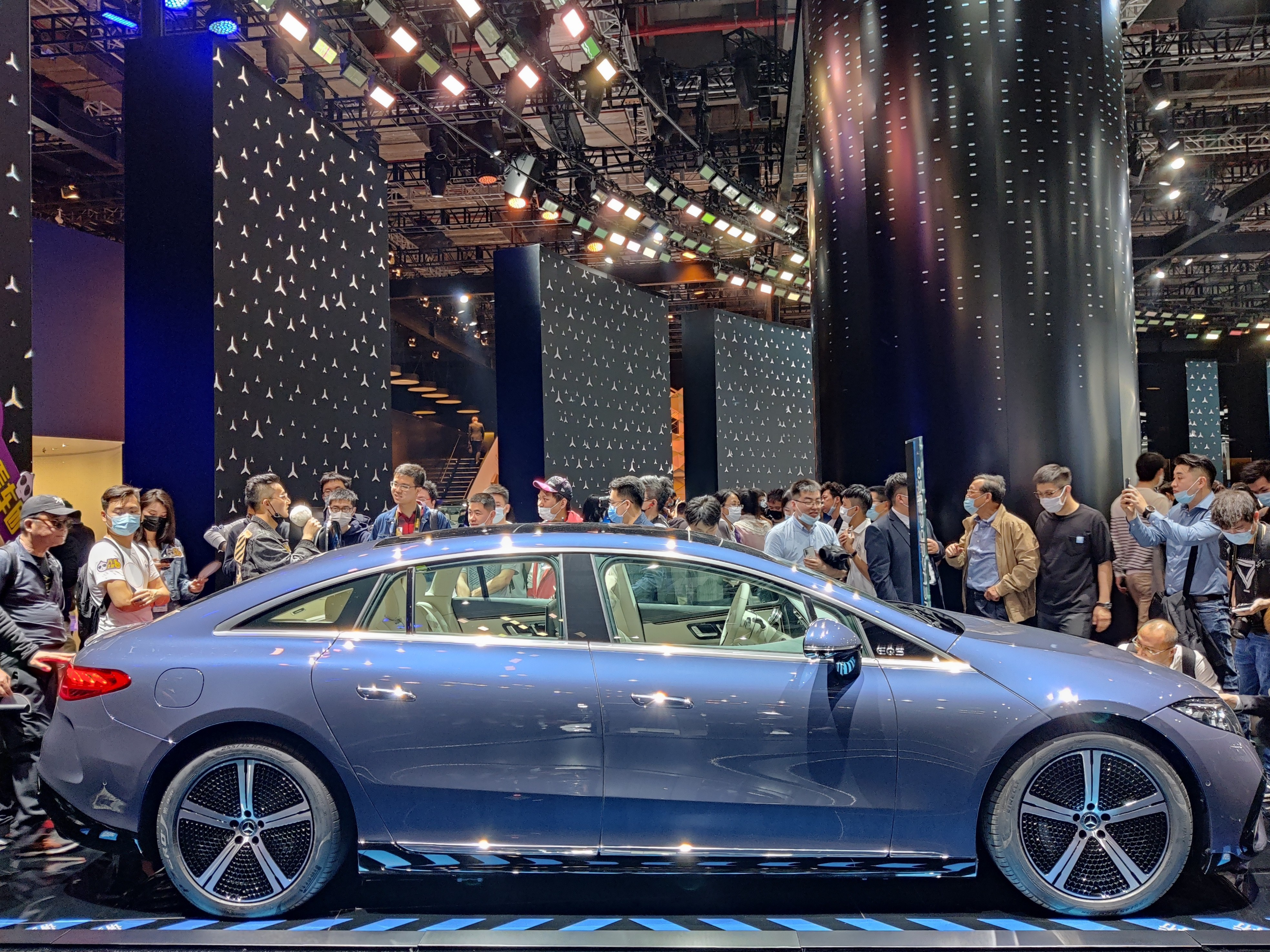
Zijaanzicht
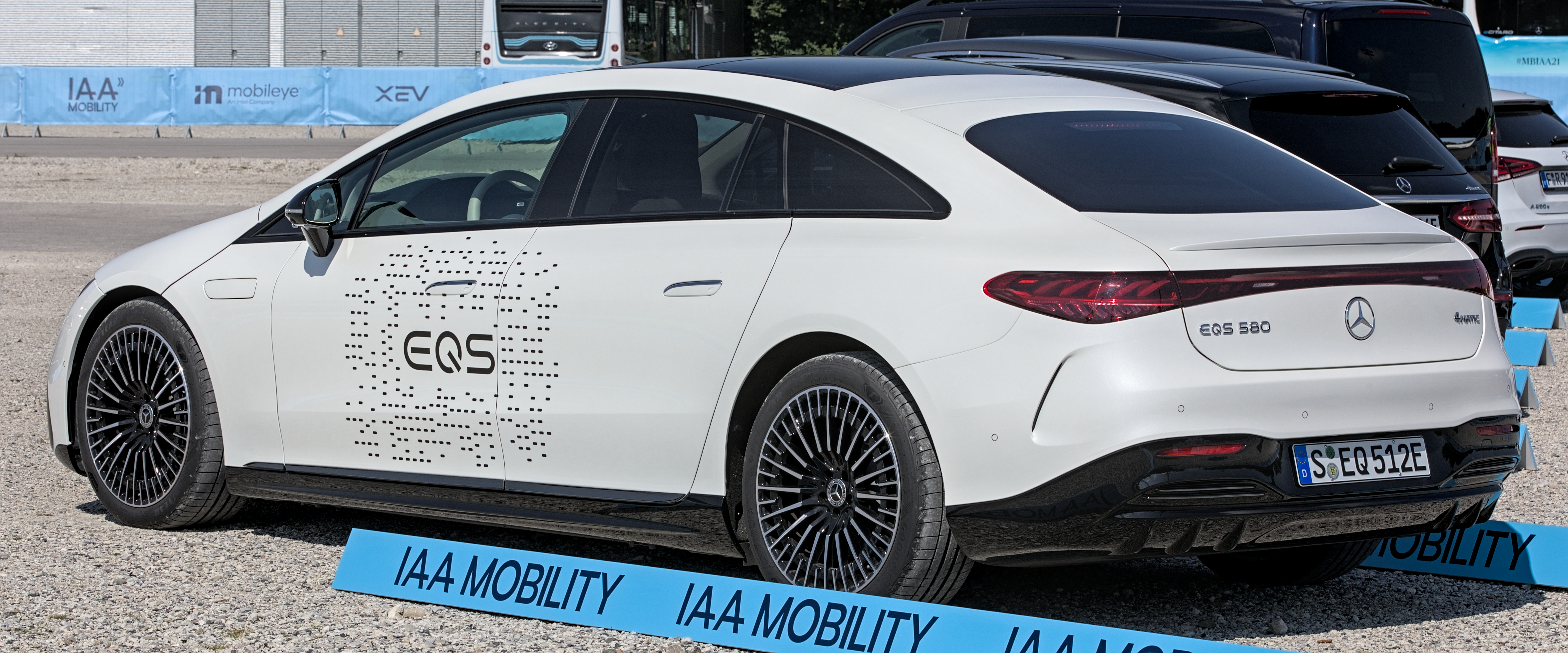
Zijaanzicht
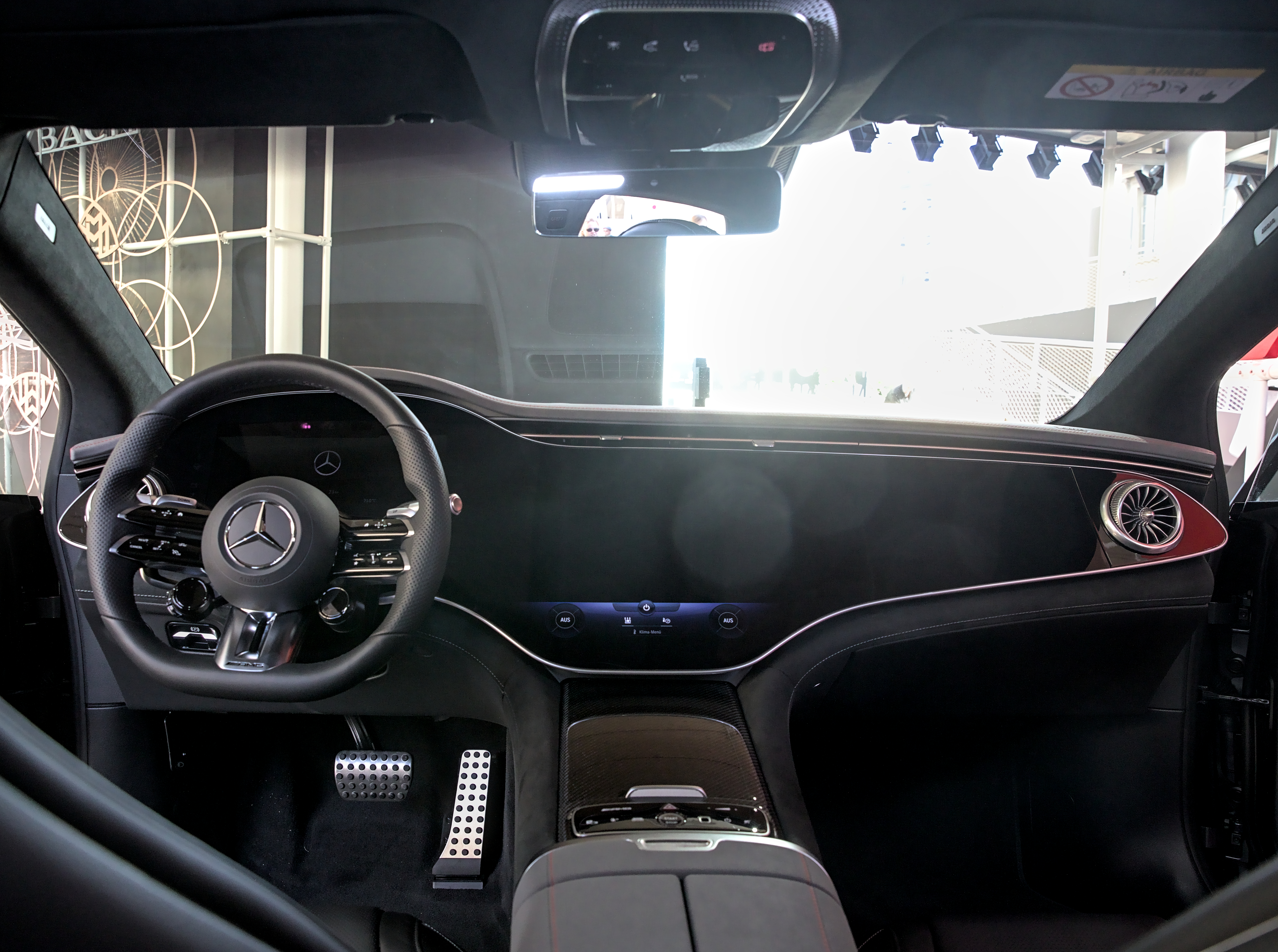
Interieur

Huidige modellen:
EQA · 
EQB · 
EQC · 
EQE (EQE SUV) · 
EQG · 
EQS · 
EQV · 
EQT